# Индиго (Виктория)
Графство Индиго (англ. Indigo) — район местного самоуправления Виктории (Австралия). Административный центр Индиго находится в Бичуэрте. Население графства по оценке 2016 года — 15 952 человека.
Район был назван в честь реки и долины Индиго. Индиго был создан в 1994 году путём слияния графств Рутерглен, Чилтерн, Яканданда и Бичуэрт. В Совет Индиго входит семь советников, каждый из которых представляет один неделимый муниципалитет.

## Географическое положение

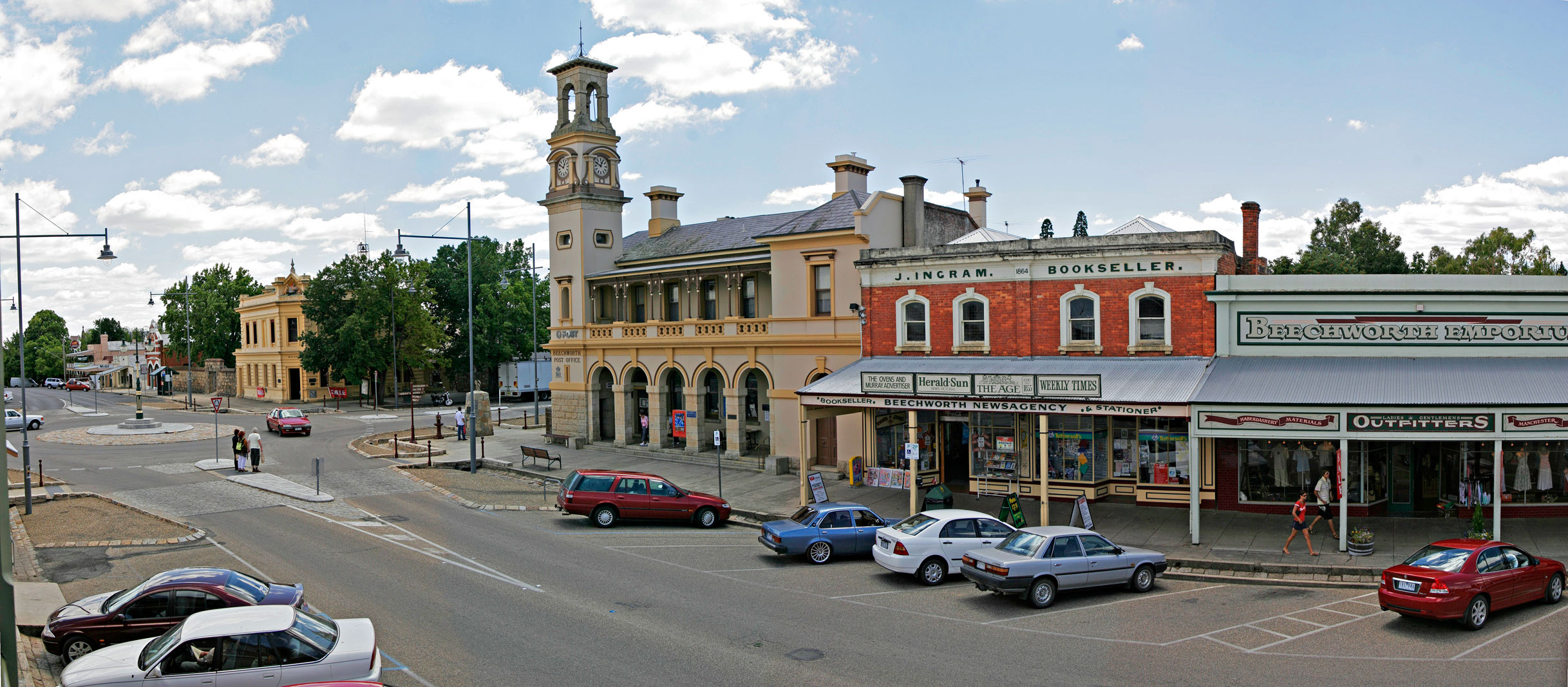
Центр Бичуэрта

Графство Индиго преимущественно сельскохозяйственная территория, площадью 2044 км². В него входят города Бичуэрт, Чилтерн, Рутерглен и Яканданда. Индиго находится в 270 км к северо-востоку от Мельбурна и ограничен рекой Мюррей и округом Алпайн.

## Население
По данным переписи 2016 года население Индиго составляло 15 952 человека (из них 49,3 % мужчин и 50,7 % женщин), в городе было 6998 домашних хозяйств и 4321 семей. 84,5 % населения родились в Австралии. 31,5 % населения графства потомки австралийцев, 30,6 % — англичан, 10,2 % — ирландцев, 8,6 % — шотландцев, 4,5 % — немцев. 33,1 % населения графства не причисляли себя ни к какой религии, 20,6 % были католиками, 18,5 % — англиканцами.
Население Индиго по возрастному диапазону по данным переписи 2010 года распределилось следующим образом: 23,8 % — жители младше 19 лет, 7,3 % — между 20 и 30 годами, 40,2 % — от 31 до 60 лет и 28,7 % — в возрасте 60 лет и старше. Средний возраст населения — 46,0 лет.
Из 6998 домашних хозяйств 61,7 % представляли собой семьи (40,1 % с детьми младше 18 лет). 53,0 % населения женаты, 3,4 % — живут раздельно, 10,3 % — разведены, 5,8 — вдовствуют, 27,4 % — никогда не были в браке. 53,0 % жили в зарегистрированном браке, 11,6 % — в незарегистрированном. В среднем домашнее хозяйство ведут 2,4 человека. Медианный недельный доход на домашнее хозяйство составлял 1265 $.
| 2004  | 2005  | 2006  | 2007  | 2008  | 2016  |
| ----- | ----- | ----- | ----- | ----- | ----- |
| 14972 | 15162 | 15350 | 15516 | 15710 | 15952 |

## Экономика
Основными местами трудоустройства в графстве Индиго являются сферы образования, бухгалтерии, юриспруденции, медицины, стоматологии. Экономика основана на фермерстве и туризме. В графстве существует 700 отдельных предприятий, в том числе кооператив Мюррей-Гулберн, основной производитель молока, сливок и масла, и Анкл-Тоби, связанный с Nestle производитель здоровой еды и злаков.